# الضائعة (فلم)
الضائعة فيلم اجتماعي درامي مصري انتج عام 1986.

## بطولة
1. نادية الجندي
2. سعيد صالح
3. سعاد نصر
4. تحية كاريوكا
5. وحيد سيف
6. أمل إبراهيم
7. نعيمة الصغير
8. إيناس شلبي

## طاقم العمل
- إنتاج: محمد مختار
- قصة وسيناريو وحوار: بشير الديك، حسن شاه
- إخراج: عاطف سالم

## قصة الفيلم
تنتقل "زينب" (نادية الجندي) وزوجها "عطية" (سعيد صالح) وأولادهما إلى خيام الإيواء بعد انهيار منزلهم. تسافر زينب إلى بلد عربي للعمل كممرضة وتجد نفسها مدفوعة للعمل في فترتين لتوفير المال اللازم لشراء شقة لأسرتها. ترسل "زينب" مدخراتها لزوجها أولا بأول ولا تلبث إلا أن تفصل من عملها بتهمة ملفقة لتدخلها في علاقة مشبوهه بين إحدى زميلاتها المصريات ودكتور المستشفى. تعود إلى القاهرة وتفاجئ بأن زوجها "عطية" طلقها غيابيا وتزوج عليها. يطردها "عطية" من شقته التي أسسها بمدخارتها و يحرمها من رؤية أولادها. تنهار "زينب" وتدمن المورفين وتنحرف. في أحد الشقق التي تتردد عليها تجد عند رجل مسدس فتأخذه وتتوجه إلى شقة "عطية" فتطلق عليه النار وتقتل زوجته وأم زوجته فالجميع تسببوا في ضياعها.

## وصلات خارجية
- مقالات تستعمل روابط فنية بلا صلة مع ويكي بيانات